# Godešič
Godešič je naselje u slovenskoj Općini Škofji Loki. Godešič se nalazi u pokrajini Gorenjskoj i statističkoj regiji Gorenjskoj. 

## Stanovništvo
Prema popisu stanovništva iz 2002. godine naselje je imalo 663 stanovnika.